# Tanystylum orbiculare
Tanystylum orbiculare is een zeespin uit de familie Ammotheidae. De soort behoort tot het geslacht Tanystylum. Tanystylum orbiculare werd in 1878 voor het eerst wetenschappelijk beschreven door Wilson. 